# Wilhelm von Bode
Wilhelm von Bode, pseudonimo di Arnold Wilhelm Bode (Calvörde, 10 dicembre 1845 – Berlino, 1º marzo 1929), è stato uno storico dell'arte tedesco.

## Biografia
Nato Arnold Wilhelm Bode, venne elevato alla nobiltà nel 1913. Fu il creatore e primo curatore, nel 1904, del Kaiser Friedrich Museum a Berlino, ora Bode-Museum in suo onore.
Bode studiò legge all'Università Georg-August di Gottinga e all'Università Humboldt di Berlino, ma si interessò all'arte durante gli anni di università. Mentre faceva tirocinio di giurisprudenza a Braunschweig, riordinò sistematicamente la collezione d'arte del duca, e visitò numerose collezioni private e musei in Belgio, Paesi Bassi e Italia. Dopo aver studiato storia dell'arte a Berlino e Vienna, ottenne un dottorato dall'Università di Lipsia nel 1870, discutendo una tesi su Frans Hals und seine Schule.
Nel 1871 Bode partecipò alla cosiddetta "Holbein convention" a Dresda, in cui vennero convocati un certo numero di eminenti storici dell'arte per stabilire quale delle due versioni della Madonna Meyer di Hans Holbein il Giovane fosse l'opera originale.
Nel 1872 ottenne il posto di assistente curatore della scultura nei musei reali di Berlino, e divenne direttore del dipartimento nel 1883. Nel 1890 venne assunto all Gemäldegalerie e divenne, nel 1905, il direttore generale di quello che sono oggi i Musei statali di Berlino. Molti dei suoi sforzi vennero destinati al nuovo Kaiser Friedrich Museum Isola dei musei; il suo stretto rapporto con la famiglia imperiale, la sua sagacia politica, ed i suoi rapporti con gli artisti e collezionisti di tutta Europa gli permisero di accumulare una collezione importante per il museo. Negli anni 1890 Berlino era molto indietro, rispetto a Monaco di Baviera e Dresda, nelle sue collezioni d'arte, ma con la partecipazione entusiasta di Guglielmo II, Bode fu in grado di spostare il centro dell'arte tedesca nella capitale. Egli venne inoltre incaricato di ricostruire il museo di Strasburgo, la cui collezione era stata completamente distrutta nel 1870 dai bombardamenti prussiani, nel corso della guerra franco-prussiana. Bode occupò questo posto dal 1889 al 1914, realizzando il Museo di Belle Arti di Strasburgo e il Gabinetto delle stampe e dei disegni, ponendo le basi per la creazione del Musée de l’Œuvre Notre-Dame.
Gli scritti di Bode, su una vasta gamma di argomenti della storia dell'arte, in particolare sul Rinascimento italiano, sono stati ampiamente influenti, e rimangono testi chiave nel settore. La sua autobiografia, Mein Leben, fu pubblicata postuma nel 1930.

## Il busto "Flora"
Nel 1910, venne rivelato che un busto di Flora, che era stato comprato dal Kaiser Friedrich Museum di Berlino, credendo che fosse opera di Leonardo da Vinci, era stato realizzato dallo scultore inglese, Richard Cockle Lucas. Bode, direttore generale delle Raccolte d'Arte prussiane per il Museo di Berlino, aveva individuato il busto in una galleria di Londra e lo aveva acquistato per poche sterline. Era convinto che il busto fosse di Leonardo da Vinci e le autorità dei Musei di Berlino e il pubblico tedesco, erano felici di avere "strappato un grande tesoro d'arte da sotto il naso" del mondo dell'arte britannica.
Poco dopo, The Times pubblicò un articolo sostenendo che il busto era opera di Lucas, che era stato incaricato di riprodurlo da un dipinto. Il figlio di Lucas, Albert, poi si fece avanti e sotto giuramento disse che la storia era vera e che aveva aiutato il padre a realizzarlo. Alberto fu in grado di spiegare come gli strati di cera erano stati realizzati da vecchi mozziconi di candela; descrisse anche che suo padre aveva inserito diversi oggetti, tra cui giornali, all'interno del busto. Quando il personale del museo di Berlino rimosse la base, trovò i detriti, come Alberto aveva descritto, tra cui una lettera datata anni 1840.
Nonostante questa evidenza, Bode continuò a sostenere che la sua attribuzione iniziale era corretta. A sostegno di questa, mostrò il busto Flora tra una selezione di opere minori di Lucas - questa mostra gli si ritorse contro, tuttavia, dimostrò che Lucas faceva regolarmente sculture di cera ispirate alle grandi opere di epoche precedenti.
Rivendicazioni e contro-rivendicazioni vennero avanzate sul busto, dal suo essere un falso ad essere un vero e proprio pezzo del XVI secolo (anche se non di Leonardo). L'esame scientifico fu inconcludente e inutile per la datazione del busto, anche se fu accettato che avesse qualche punto di contatto con Lucas. Il busto rimase in mostra in quello che è oggi il Bode-Museum, con l'etichetta "England", "XIX secolo" con un punto interrogativo.

## Maggiori opere

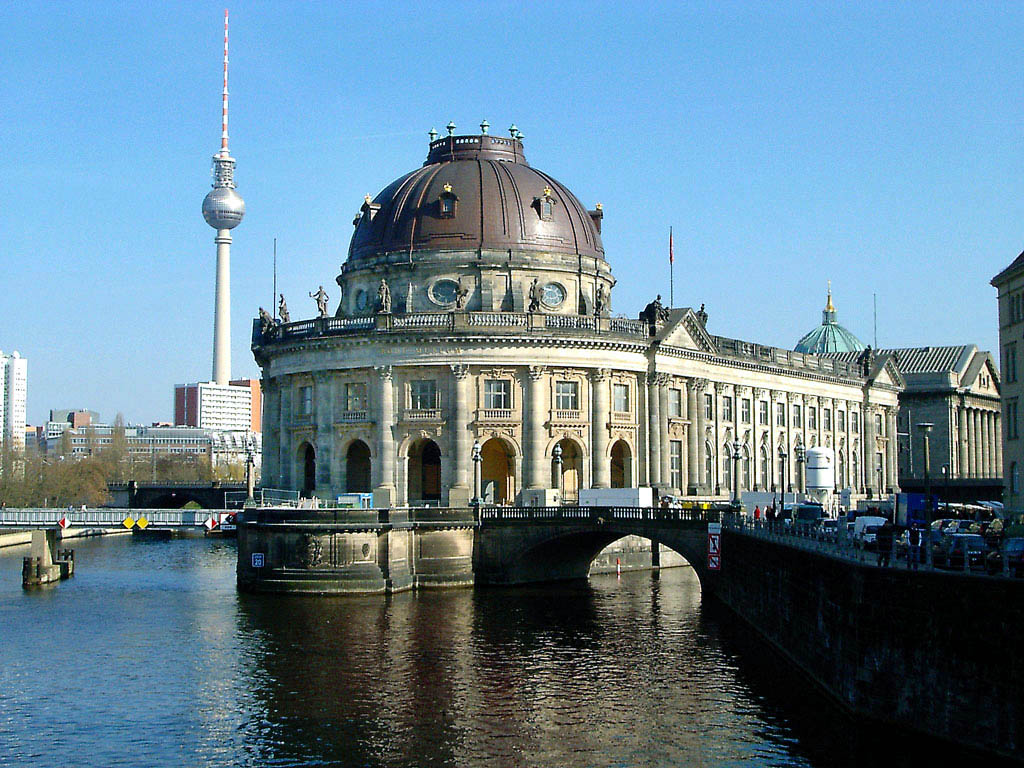
Bode-Museum, isola dei musei, Berlino.

- Vorderasiatische Knüpfteppiche aus älterer Zeit. Lipsia
- Studien zur Geschichte der hollandischen Malerei, Braunschweig, 1883
- Geschichte der deutschen Plastik, 1887
- Rembrandt, 8 volumes, with C. Hofstede de Groot, 1897–1905
- Der Cicerone: Eine Anleitung zum Genuss der Kunstwerke Italiens von Jacob Burckhardt. 1900– 1901
- Kunst und Kunstgewerbe am Ende des neunzehnten Jahrhunderts. Berlin, 1901.
- Florentiner Bildhauer der Renaissance, 1902.
- Die Meister der holländischen und vlämischen Malerschulen, 1917.
- Florentiner Bildhauer der Renaissance, 1921.
- Sandro Botticelli, 1921.
- Die italienischen Bronzestatuetten der Renaissance, 1922.
- Die italienische Plastik, 1922.
- Mein Leben, 2 volumes, 1930.

## Opere tradotte in inglese
- Catalogue of the Collection of Pictures and Bronzes in the Possession of Mr. Otto Beit: Introduction and Descriptions by Dr. Wilhelm Bode, 1913.
- The Collection of Pictures of the Late Herr A. de Ridder in his Villa at Schönberg near Cronberg in the Taunus: Catalogued and Described by Wilhelm Bode, tradotto da Harry Virgin, 1913.
- Antique Rugs from the Near East, tradotto da R. M. Riefstahl, 1922.
- Sandro Botticelli, tradotto da F. Renfield and F. L. Rudston Brown, 1925.
- Florentine sculptors of the Renaissance, tradotto da Jessie Haynes, 1928.